# Falconina gracilis
Falconina gracilis é uma espécie de aranha da família Corinnidae. Pode ser encontrada no Brasil, Paraguai, Argentina e foi introduzida nos Estados Unidos. 